# Fusarinska kiselina
Fusarinska kiselina je derivat pikolinske kiseline. Ona se tipično može izolovati iz raznih Fusarium vrsta. Predloženo je nekoliko mogućih terapeutskih primena. Fusarinska kiselina se može da bude kontaminant stočne hrane. Njena upotreba je uglavnom ograničena na naučna istraživanja.
Mehanizam dejstva fusarinske kiseline nije u potpunosti razjašnjen. Ona inhibira dopaminsku beta hidroksilazu (enzim koji konvertuje dopamin u norepinefrin). 